# Albert Sercu
Albert Sercu (Bornem, 26 de gener de 1918 - Roeselare, 24 d'agost de 1978) va ser un ciclista belga, professional entre el 1941 i el 1951. Durant la seva carrera esportiva aconseguí una setantena de victòries, entre les que destaquen diverses etapes de la Volta a Bèlgica, la Het Volk, la Nokere Koerse i l'A través de Bèlgica de 1947. Aquell mateix anys guanyà la medalla de plata al Campionat del Món de ciclisme.
El seu fill, Patrick Sercu, també fou ciclista professional durant els anys setanta del segle xx.

## Palmarès
- 1939
  - 1r del Tour de Flandes (amateur)
- 1945
  - 1r de la Bruges-Gant-Bruges
  - 1r de la Brussel·les-Everbeek
  - 1r a l'Omloop der Vlaamse Bergen
- 1946
  - 1r a la Brussel·les-Izegem
  - Vencedor de 2 etapes a la Volta a Bèlgica
- 1947
  - 1r a la Het Volk
  - 1r a la Brussel·les-Izegem
  - 1r a l'A través de Bèlgica
  - 1r a la Nokere Koerse
  - Vencedor de 2 etapes a la Volta a Bèlgica
  -  Medalla de plata al Campionat del Món de ciclisme
- 1948
  - 1r a l'Omloop der Vlaamse Gewesten
- 1950
  - Vencedor de 2 etapes a la Volta al Marroc
- 1951
  - Campió d'Europa de Madison (amb Valère Ollivier)

### Resultats al Tour de França
- - 1947. Abandona (8a etapa)